# Koninklijke Tubantia Borgerhout Voetbal Klub
El Koninklijke Tubantia Borgerhout Voetbal Klub és un club de futbol belga del poble de Borgerhout, un nucli de la ciutat d'Anvers.

## Història

### K. Tubantia F.C.
El Tubantia Football & Athletic Club va ser fundat l'any 1915. Quan ingressà a la Federació rep la matrícula 64. La temporada 1926-27 fou finalista de la Copa belga. Ingressà a la segona divisió belga el 1928, acabant vuitè. La següent temporada fou segon, fet que li permeté ascendir a primera per la temporada 1930-31, on acabà onzè (de 14). La següent temporada fou 13è i baixà a segona divisió. El 1940 adoptà el nom Koninklijke Tubantia Football Club. L'any 1954 baixà a tercera divisió. L'any 1960 es va fusionar amb el Koninklijke Racing Club Borgerhout, esdevenint Koninklijke Tubantia Borgerhout Football Club. Onze anys més tard canvià el terme Football Club per l'equivalent neerlandès Voetbal Klub.
El club també és conegut per ser l'entitat d'origen del davanter Joseph Mermans, que fou traspassat al R.S.C. Anderlecht durant la II Guerra Mundial per la xifra rècord de 125.000 francs belgues.

### K.R.C. Borgerhout
L'any 1911 es fundà el club Fraternitas Sportkring, el qual ingressà a la federació l'any 1919 amb número de matrícula 84. L'any 1924 es fusionà amb el Borgerhout Football Club, esdevenint Borgerhoutsche Sportkring. El 1933 s'uní al Racing Club Antwerpen-Deurne (matrícula 29) adoptant la denominació Racing Club Borgerhout. El 1946 li fou atorgat el títol de reial (Koninklijke Racing Club Borgerhout). Aquest club es fusionà amb el K. Tubantia FC l'any 1960 format l'actual K. Tubantia Borgerhout FC.